# Rico Rodriguez

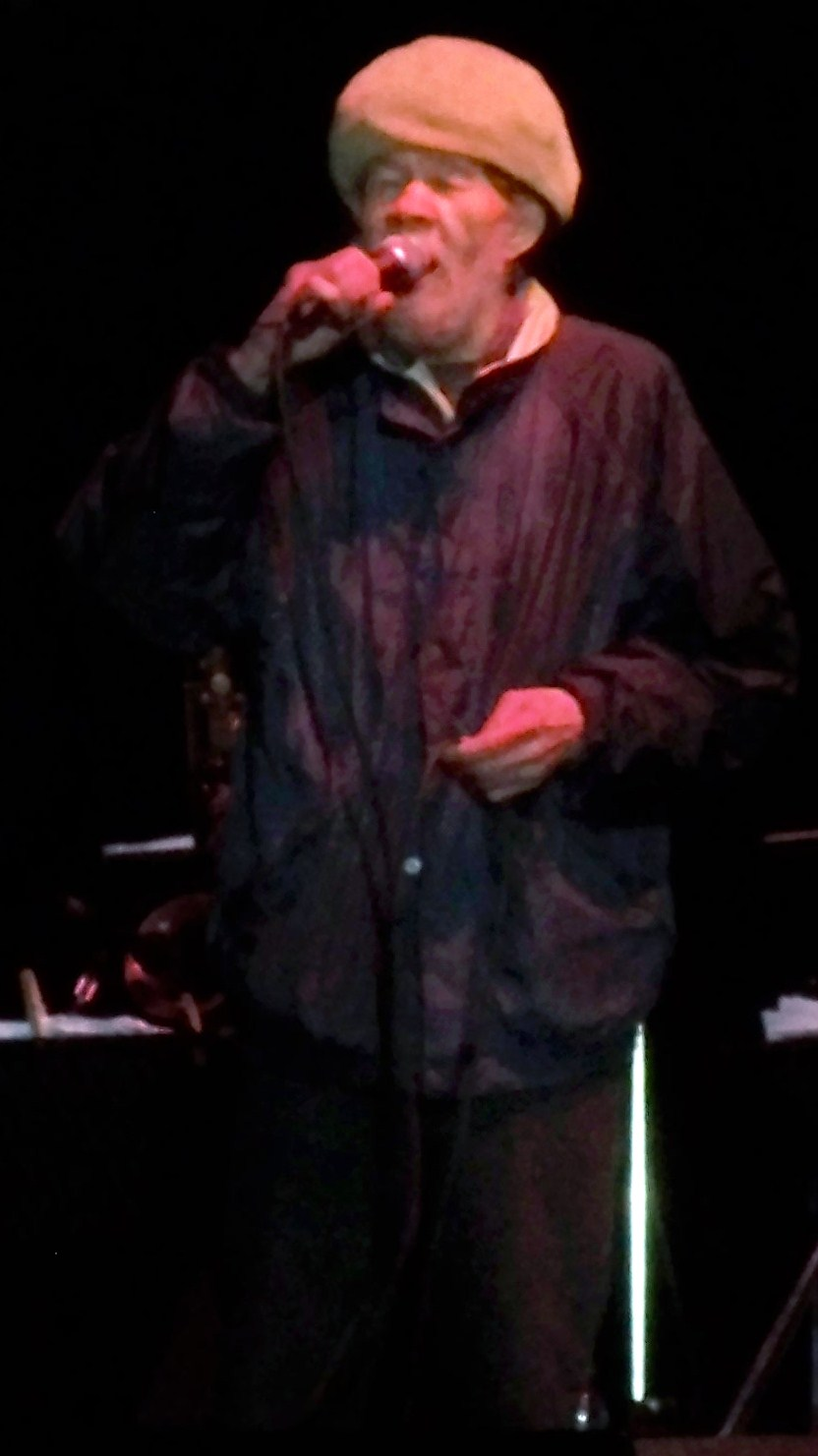
Rico Rodriguez

Emmanuel (Rico) Rodriguez MBE (Havana (Cuba), 17 oktober 1934 – Londen, 4 september 2015) was een Jamaicaans trombonist die voornamelijk ska, reggae en jazz speelde.

## Biografie
Rodriguez is opgegroeid in Kingston, Jamaica; op de prestigieuze Alpha Boys School leerde hij trombone spelen van zijn iets oudere klasgenoot Don Drummond (Skatalites). Rodriguez werd in de jaren 50 rastafari en trok veel op met de eveneens bekeerde drummer Count Ossie.
In 1961 verhuisde Rodriguez naar Engeland waar hij in reggaebands ging spelen; daarnaast werkte hij achtereenvolgens bij een gasbedrijf, de Ford-fabriek in Dagenham, en als huisschilder. In 1976 verscheen het album Man from Wareika op Island Records.
In 1979 brak de ska-revival uit dankzij het pas opgerichte 2 Tone-label. Rodriguez vormde met trompettist Dick Cuthell de live-blazerssectie van de Specials, en toen Island hem op straat zette bood 2-Tone hem een solo-contract aan. Eind 1980 verscheen de single Sea Cruise, met als B-kant een cover van Oh Carolina; in 1981 en 1982 volgden That Man Is Forward en Jama Rico. Van dat laatste album verscheen de single Jungle Music waarop Rodriguez als zanger te horen is. Daarna stopte hij tijdelijk met muziek maken om in 1983 zij comeback te maken; zo speelde hij dat jaar mee op Paul Youngs versie van Love of the common people.
In 1995 verscheen een update van Man from Wareika onder de titel Roots to the Bone.
Sinds 1996 speelde Rodriguez bij Jools Hollands Rhythm 'n Blues Orchestra; bij de op oudejaarsavond uitgezonden Hootenanny-shows zong hij altijd de Nat King Cole-cover L-O-V-E waarvan de studioversie is opgenomen met Jamiroquai-frontman Jay Kay.
Op 12 juli 2007 werd Rodriguez als lid (MBE) opgenomen in de Orde van het Britse Rijk, en in oktober 2012 kreeg hij de Silver Musgrave Medal voor zijn bijdragen aan de Jamaicaanse muziek.
Op 13 april 2013 trad hij wederom op met Jools Hollands Rhythm 'n Blues Orchestra in Paradiso in Amsterdam.
Rodriguez overleed in 2015 op tachtigjarige leeftijd, na een kort verblijf in het ziekenhuis.
In 2016 werd een herdenkingsconcert georganiseerd waaraan ook Specials/2 Tone-oprichter Jerry Dammers zijn medewerking verleende.
- Bibsys: 5082111
- Bibliothèque nationale de France: cb139805485 (data)
- Gemeinsame Normdatei: 134932730
- International Standard Name Identifier: 0000 0001 2018 3463
- Library of Congress Control Number: no2008003369
- MusicBrainz: 48910ede-518a-40ee-9df9-3535be4c68d5
- Nationale Bibliotheek van Tsjechië: xx0144439
- SNAC: w6sx7ng2
- Système universitaire de documentation: 080880215
- Virtual International Authority File: 76646141
- WorldCat: E39PBJptW8H6k9GkmhfFY4tBT3